# Ảo ảnh (quang học)
Trong quang học, ảo ảnh là các cảm giác hình ảnh không có thật để lại trong tâm thức khi quan sát một số hình ảnh đặc biệt. Lúc này, thông tin thu thập được từ mắt được xử lý bởi bộ não cho ra các cảm nhận không trùng với vật thể có thật. Ảo ảnh quang học thể hiện rằng bộ não người khi cảm nhận về hình ảnh có thể dùng các giả thiết nhất định để làm tăng tốc quá trình xử lý thông tin nhưng đôi khi không phù hợp thực tế.

## Ví dụ

### Các ví dụ khác

Vệt da cam trong bóng tối hình như sáng hơn vệt kia
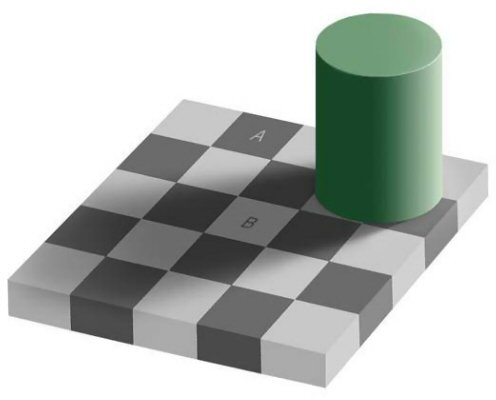
Hình vuông A có màu xám giống B
Ảo giác lưới. Các điểm đen hiện ra và biến mất nhanh tại các giao điểm.
2 vòng tròn quay khi đưa đầu tiến gần hay ra xa hình này.
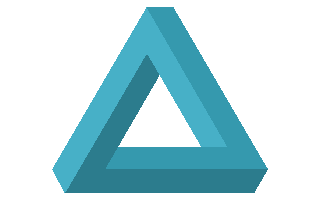
Tam giác Penrose
Câu đố thiếu hình vuông, sau khi sắp xếp lại "thiếu 1 ô vuông"
Ảo giác Delboeuf với hai vòng tròn màu đen chính xác cùng kích cỡ
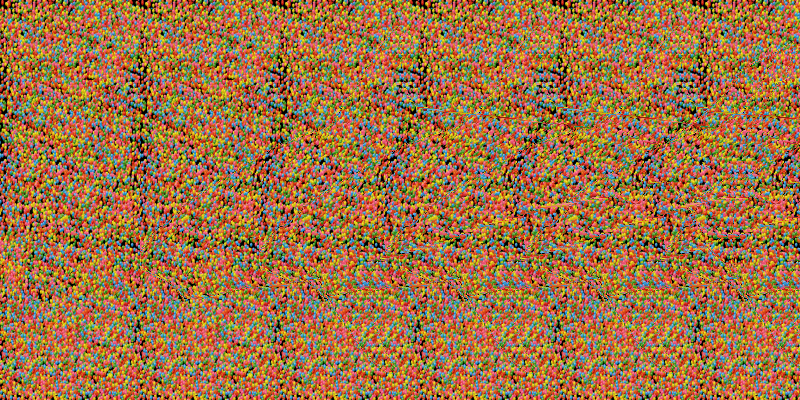
Autostereogram
- Video về một người đàn ông đang đi trong căn phòng Ames
Các đường ngang là chính xác song song.
Ảo ảnh Barberpole
Khối lập phương Necker